# Adda Lykkeboe
Adda Vibeke Lykkeboe født Hansen (født 20. april 1939 i Kolding) er en dansk forfatter.
Adda Lykkeboe er datter af repræsentant Kurt Edvard Hansen og Theodora Lene Jensen, forældrene var blevet gift i Immanuelskirken i Kolding den 11. juni 1938.
Hun bor i dag i Århus, men opholder sig meget i Toscana i Italien.

## Biografi
- Boede på Færøerne fra 1946 til 1956
- Arbejdede som bibliotekar fra 1965 til 1999
- Selvstændig forfatter fra 1999